# Ponte de Sor (freguesia)
Ponte de Sor is een plaats (freguesia) in de Portugese gemeente Ponte de Sor en telt 8805 inwoners (2001).